# Комарево (Врачанская область)
Комарево (болг. Комарево) — село в Болгарии. Находится в Врачанской области, входит в общину Бяла-Слатина. Население составляет 259 человек.

## Политическая ситуация
В местном кметстве Комарево, в состав которого входит Комарево, должность кмета (старосты) исполняет Кирил Ценов Кирков (Коалиция в составе 3 партий: Национальное движение «Симеон Второй» (НДСВ), Земледельческий народный союз (ЗНС), ЗА ОБЩИНА БЯЛА СЛАТИНА,ПОЛИТИЧЕСКО ДВИЖЕНИЕ СОЦИАЛДЕМОКРАТИ) по результатам выборов правления кметства.
Кмет (мэр) общины Бяла-Слатина — Венцислав Велков Василев (Болгарская социалистическая партия (БСП)) по результатам выборов в правление общины.